# Жаворонков, Иван Филимонович
Ива́н Филимо́нович Жа́воронков (1867, Хохлово — 1943, там же) — участник Первой мировой и Гражданской войн, георгиевский кавалер, председатель колхоза.

## Биография
Родился в селе Хохлове Ардатовского уезда Нижегородской губернии в 1867 году. Из крестьян. Окончил местную церковно-приходскую школу. Во время Первой мировой войны был призван в кавалерию Русской императорской армии. За время службы был награждён Георгиевскими крестами IV, III и II степеней и четырьмя Георгиевскими медалями. Во время Гражданской войны был комиссаром кавалерийского полка Красной гвардии. После окончания войны вернулся в родное село. Во время проведения коллективизации сельского хозяйства был избран первым председателем хохловского колхоза. Умер в Хохлове в 1943 году.